# Funció de supervivència
En els mètodes d'anàlisi de la supervivència, la funció de supervivència S(t), es defineix com la probabilitat, Pr, que el temps de supervivència T sigui més gran que un determinat temps t:
on t és la variable temps, T és la variable aleatòria que per cada individu és el moment de la defunció i Pr és la funció probabilitat. Per tant, la funció de supervivència es pot utilitzar per representar la probabilitat que un individu sobrevisqui des de l'origen fins més enllà d'un cert temps t o, en altres paraules, la probabilitat que en el moment t encara estigui viu. Si l'esdeveniment estudiat, en lloc de la defunció, és una malaltia, S(t) és la probabilitat de no haver presentat la malaltia al moment t.

Per exemple, si S(10 mesos) és de 0,80, vol dir que els 10 mesos d'iniciar-se el seguiment, el 80% de la població encara no ha presentat l'esdeveniment i que la probabilitat que el temps de supervivència, T, sigui més gran de 10 mesos és del 80%.
Tanmateix, alguns autors (p. ex., Collett) ho defineixen com la probabilitat del temps de supervivència sigui com a mínim d'un temps t:
Segons aquesta versió, la funció de supervivència és la probabilitat que el temps de supervivència T, sigui igual o més gran que un determinat temps t.
Una forma alternativa de presentar la supervivència és amb el seu oposat, 1 - S(t), és a dir la probabilitat de presentar l'esdeveniment d'interès com a més tard al temps t. És l'anomenada funció de distribució acumulada i es representa per F(t):
Si la F(10 mesos) = 20%, vol dir que els 10 mesos el 20% de la població ja ha presentat l'esdeveniment. Com es veurà a continuació, en epidemiologia a aquesta quantitat s'anomena  probabilitat acumulada.

## Mesures de freqüència de la malaltia derivades
A partir de la funció de supervivència es poden estimar diverses mesures epidemiològiques per quantificar la freqüència relativa de la malaltia en la població.
- Probabilitat Acumulada (PA): 1-S(t). Probabilitat de desenvolupar la malaltia en un període determinat (entre 0 i t), atès que s'està a risc a l'inici del període. Estima el risc de desenvolupar la malaltia durant un període definit. És:

{\displaystyle PA=1-S(t)}
És a dir, probabilitat (Pr) que la variable aleatòria temps de supervivència (T) sigui igual o inferior a un temps definit de {\displaystyle t_{i}}:
{\displaystyle PA=Pr(T\leq t_{i})}
- Taxa d'incidència (TI) o, en termes dels mètodes de supervivència, taxa de perill (de l'anglès "hazard rate")[3] o h(t). Si la taxa d'incidència és constant durant l'estudi, de la relació entre PA i TI [,[4] pàg. 107]:

i de la relació anterior {\displaystyle PA=1-S(t)} es dedueix que:
que permet estimar la supervivència a diferents moments t a partir de la taxa d'incidència. Per tant, la TI es pot estimar aproximadament a partir de la supervivència al moment t:
- Incidència Acumulada (IA) o, en termes dels mètodes de supervivència, perill acumulat (de l'anglès "cumulative hazard") o H(t):